# Tim McMullan
Tim McMullan (Lambeth (Groot-Londen), 1963) is een Brits acteur.

## Biografie
McMullan studeerde af aan de Royal Academy of Dramatic Art in Bloomsbury.
McMullan begon in 1993 met acteren in de film Shadowlands, waarna hij nog meerdere rollen speelde in films en televisieseries. Hij speelde in onder andere The Fifth Element (1997), Shakespeare in Love (1998), The Queen (2006), Margaret (2009) en Foyle's War (2013-2015).

## Filmografie

### Films
Uitgezonderd korte films.
- 2023 Wicked Little Letters - als vrederechter
- 2022 Enola Holmes 2 - als 	Charles McIntyre
- 2021 Cyrano - als Jodelet
- 2019 Vic the Viking and the Magic Sword - als Sven (stem)
- 2019 Brexit: The Uncivil War - als Bernard Jenkin
- 2018 Antony & Cleopatra - als Enobarbus
- 2017 Victoria and Abdul - als Tailor
- 2017 King Charles III - als James Reiss
- 2017 National Theatre Live: Twelfth Night' - als sir Toby Belch
- 2015 The Go-Between - als butler
- 2015 National Theatre Live: Man and Superman - als Mendoza / de duivel
- 2012 The Woman in Black - als mr. Jerome
- 2011 National Theatre Live: The Cherry Orchard - als Siminov-Pischik
- 2010 'As You Like It' at Shakespeare's Globe Theatre - als Jaques
- 2009 Margaret - als William Waldegrave
- 2006 The Queen - als Stephen Lamport
- 2006 Pinochet in Suburbia - als Di Parfrey
- 2004 Agatha Christie: A Life in Pictures - als apotheker
- 2002 Two Men Went to War - als militaire politieagent in trein
- 2002 Surrealissimo: The Scandalous Success of Salvador Dali - als krantenman
- 2000 Eisenstein - als Rak
- 1999 Onegin - als prachtkerel
- 1999 Plunkett & Macleane - als bruidegom
- 1998 Shakespeare in Love - als Frees
- 1998 Dangerous Beauty - als Zealot
- 1997 Robinson Crusoe - als tweede van Crusoe
- 1997 Caught in the Act - als Pip
- 1997 The Fifth Element - als hulp van wetenschapper
- 1994 Princess Caraboo - als licht gestoorde aristocraat
- 1994 Being Human - als deserteerde
- 1993 Stalag Luft - als Donaldson
- 1993 Shadowlands - als Nick Farrell

### Televisieseries
Uitgezonderd eenmalige gastrollen.
- 2024 Moonflower Murders - als Atticus Pünd - 6 afl.
- 2022 Magpie Murders - als Atticus Pünd - 6 afl.
- 2021 The Serpent - als Douglas Cartwright - 2 afl.
- 2017 Fearless - als David Nolenn - 2 afl.
- 2016 The Witness for the Prosecution - als sir Hugo Meredith - 2 afl.
- 2016 Doctor Thorne - als Earl de Courcy - 3 afl.
- 2013-2015 Foyle's War - als Arthur Valentine - 6 afl.
- 2012 Parade's End - als Stephen Waterhouse - 2 afl.
- 2008 Sense and Sensibility - als mr. Palmer - 2 afl.
- 2007 Trial and Retribution - als Brooks - 2 afl.
- 1994 The Wimbledon Poisoner - als Sebastian Williams - 2 afl.